# Zajačko Selo
Zajačko selo je malo selo s 200 stanovnika u okolici grada Ozlja, u Karlovačkoj županiji. U centru sela se nalazi vatrogasni dom dobrovoljnog vatrogasnog društva Ozalj, a iznad sela je crkva sv. Roka, koju su krajem Drugog svjetskog rata srušili partizani. Stanovnici sela uglavno rade u Ozlju i Karlovcu, a manji dio u Sloveniji. Poljoprivredom za vlastite potrebe bavi se tek manji dio stanovništva.

## Stanovništvo
- 2001. – 200
- 1991. – 211 (Hrvati – 207, ostali – 4)
- 1981. – 198 (Hrvati – 195, ostali – 3)
- 1971. – 205 (Hrvati – 202, Srbi – 1, Jugoslaveni – 1, ostali – 1)

| broj stanovnika | 99    | 108   | 95    | 115   | 134   | 126   | 127   | 145   | 156   | 167   | 170   | 205   | 198   | 211   | 200   | 164   | 161   |
|                 | 1857. | 1869. | 1880. | 1890. | 1900. | 1910. | 1921. | 1931. | 1948. | 1953. | 1961. | 1971. | 1981. | 1991. | 2001. | 2011. | 2021. |